# Troy (Alabama)
Troy − miasto w południowo-wschodniej części Stanów Zjednoczonych, w Alabamie, stolica hrabstwa Pike.

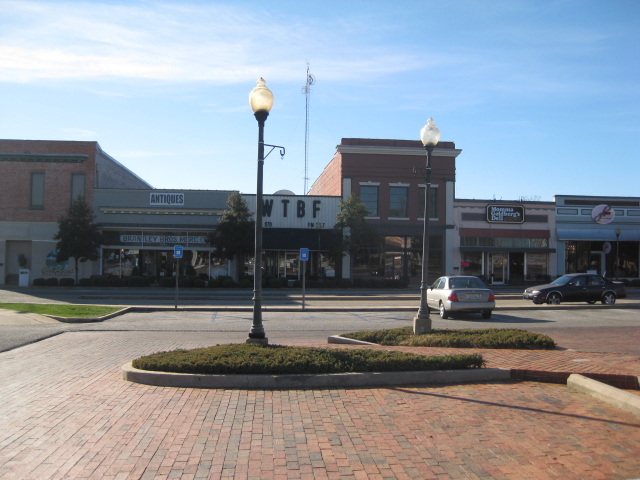
Plac w centrum miasta

## Demografia
- Liczba ludności: 17 836 (2023)[1]
- Gęstość zaludnienia: 249,3 os./km² (2023)
- Powierzchnia: 71,55 km² (2023)

Według spisu dokonanego w 2010 roku przez United States Census Bureau miasto zamieszkiwało 18 033 mieszkańców. Było tam 7 844 gospodarstwa domowe, które zamieszkiwało 3 187 rodzin. Gęstość zaludnienia wynosiła wtedy 204,3 os./km². W mieście wybudowanych było 6 436 domów (ich gęstość to 94,7 domu/km²).
Podział mieszkańców według ras (stan na 2000 rok):
- 55,00% − Biali
- 39,01% − Afroamerykanie
- 0,40% − rdzenni Amerykanie
- 3,36% − Azjaci
- 0,04% − z wysp Pacyfiku
- 0,78% − inne rasy
- 1,38% − z dwóch lub więcej ras
- 1,97% − Hiszpanie lub Latynosi